# آنتی‌هیستامین
داروهای آنتی‌هیستامین (به انگلیسی: Histamine antagonist یا Antihistamine) یکی از رده‌های دارویی پرمصرف برای حساسیت یا التهاب است.
هیستامین یکی از مهم‌ترین واسطه‌های شیمیایی آزاد شده در بدن از سلول‌ها است که عملکردهای متفاوت و مهمی دارد؛ مثلاً هیستامین در حساسیت‌ها، التهاب و بیماری‌های ساده مانند سرماخوردگی آزاد می‌شود. هیستامین در معده با تحریک گیرنده نوع دو هیستامین موجب تحریک ترشح اسید معده می‌شود. داروهای بلوک‌کننده این نوع گیرنده مانند سایمتیدین، رانیتیدین و… می‌باشند.
معمولاً منظور از آنتی‌هیستامین بلوک‌کننده گیرنده نوع یک می‌باشند. این رده دارویی مانند کلرفنیرامین، دیفن‌هیدرامین، پرومتازین، ترفنادین، کلماستین، فکسوفنادین، ستریزین و… در حساسیت، التهاب و اثرات گرد و خاک و ریزگردها وبیماری‌های ویروسی تنفسی مانند سرماخوردگی به کار می‌روند. آنتی‌هیستامین‌های غیراختصاصی عوارضی چون خواب آلودگی و عوارض آنتی کولینرژیک مانند خشکی دهان دارند. نسل‌های جدیدتر آنتی هیستامین‌ها مانند لوراتادین و فکسوفنادین چون از سد خونی-مغزی عبور نمی‌کنند معمولاً خواب‌آور نیستند.
به دلیل اثرات مختلف هیستامین در بدن داروهای آنتی هیستامینی نیز کاربردهای متفاوتی دارند مثلاً پرومتازین در درمان سرگیجه و تهوع کاربرد دارد یا سیپروهپتادین اشتهاآور است.

## انواع آنتی هیستامین‌ها
بلوک‌کننده‌های گیرنده نوع یک هیستامین به شش گروه تقسیم می‌شوند:
1. آلکیلامین‌ها مانند: کلرفنیرامین
2. آمینوآلکیل اترها مانند: دیفن‌هیدرامین و کلماستین
3. اتیلن دی آمین‌ها مانند: پیریلامین
4. فنوتیازین‌ها مانند: پرومتازین
5. پیپرازین‌ها مانند: سیتیریزین، سیناریزین و هیدروکسی زین
6. پیپریدیین‌ها مانند :لوراتادین، سیپروهپتادین و ترفنادین

- آنتی هیستامین‌های نوع دو مانند: رانیتیدین، فاموتیدین و… نیز داریم. همچنین اخیراً آنتی هیستامین‌های نوع سه و چهار نیز در حال بررسی هستند.

## ترکیبات دارویی
آنتی هیستامینها به خصوص آنتی هیستامینهای بلوک‌کننده گیرنده یک علاوه بر کاربرد مجزا در بسیاری از ترکیبات دارویی به خصوص در درمان سرماخوردگی به کار می‌روند مانند آنتی هیستامین دکونژستانت، قرص سرماخوردگی بزرگسالان، قرص و شربت سرماخوردگی اطفال، اکسپکتورانت و…

## عوارض جانبی آنتی هیستامین‌های گیرنده یک
تضعیف سیستم عصبی مرکزی مانند خواب آلودگی شایع است به ویژه در مورد نسل اول. همچنین اثرات آنتی کولینرژیک مانند: خشکی دهان
- مصرف هم‌زمان آنتی هیستامین‌ها با داروهای مهارکننده متابولیسم کبدی غلظت آنهارا افزایش می‌دهد.
- مصرف هم‌زمان آنتی هیستامین ترفنادین با کتوکونازول یا اریترومایسین ممکن است آریتمی قلبی مهلک ایجاد کند.